# Tenebroides vittata
Tenebroides vittata is een keversoort uit de familie schorsknaagkevers (Trogossitidae). De wetenschappelijke naam van de soort werd in 1912 gepubliceerd door Schaeffer.